# كأس إسكتلندا 1879–80
كأس اسكتلندا 1879–80 (بالإنجليزية: 1879–80 Scottish Cup)‏ هو موسم من كأس اسكتلندا. كان عدد الأندية المشاركة فيه 142، وفاز فيه نادي كوينز بارك.